# Лось, Людвик Михал
Людвик Михал Лось (1690 — 20 июля 1758) — государственный деятель Речи Посполитой, каштелян каменецкий (1740—1754) и львовский (1754—1758).

## Биография
Представитель польского шляхетского орда Лось герба «Домброва». Сын хорунжего саноцкого Войцеха Лося (ум. 1716) и Иоанны Каржевской, дочери каштеляна галицкого Томаша Каржевского.
Исполнял обязанности маршалка Коронного Трибунала и полковника панцирных войск. С 1729 года был хорунжим червонограда, занимал должность каштеляна каменецкого (1740—1754). В 1754—1758 годах он находился на должности каштеляна львовского.
В 1751 году Людвик Михал Лось стал основателем Костёла Отцов Троицы в Люблине.
За свои заслуги был награждён Орденом Белого орла.

## Семья и дети
Около 1730 года женился на Елене Скарбек (ок. 1710—1764), дочери каштеляна галицкого. Супруги имели трёх детей:
- Урсула Ева (род. 1735)
- Феликс Антоний (1737—1804), воевода поморский
- Иоахим Даниэль (род. 1740), староста бережанский